# Avenue Boffrand
L'avenue Boffrand est une voie de la commune française de Nancy, sise dans le département de Meurthe-et-Moselle, en région Lorraine.

## Situation et accès
L'avenue Boffrand, d'une direction générale ouest-est, est placée au sud-ouest du ban communal de la ville de Nancy, et appartient administrativement au quartier Mon Désert - Jeanne d'Arc - Saurupt - Clemenceau. Elle relie la rue Jeanne-d'Arc, à son extrémité orientale, au parc Sainte-Marie et à la rue de Graffigny.
Belle et large avenue, créée en 1906, tracée sur le chemin d'accès du parc Sainte-Marie. Elle est dénommée en 1909-1911.

## Origine du nom
L'avenue est nommée d'après le nom d'un des plus célèbres architectes français du XVIIIe siècle Germain Boffrand. Il fut appelé à la cour de Lorraine par le duc Léopold.

## Historique
La ville de Nancy achète en 1904, la propriété de Sainte-Marie qui est devenue jardin public. L'avenue Boffrand est aménagée, après l'achat de la ville, sur l'ancien chemin de l'unique accès au domaine qui est lui même devenu la rue Victor-Prouvé.
Le 8 juin 1919, le président de la République Poincaré inaugure, à l'extrémité de l'avenue au rond point de l'entrée du parc Sainte-Marie, la statue Le Gymnaste de la Victoire offerte à la ville par l'Union des sociétés de gymnastique de France. Lors d'une violente tempête, le 24 décembre 1919, la statue chuta. Elle est remise sur son piédestal, en 1924 et déplacée au parc de la pépinière.

## Bâtiments remarquables et lieux de mémoire

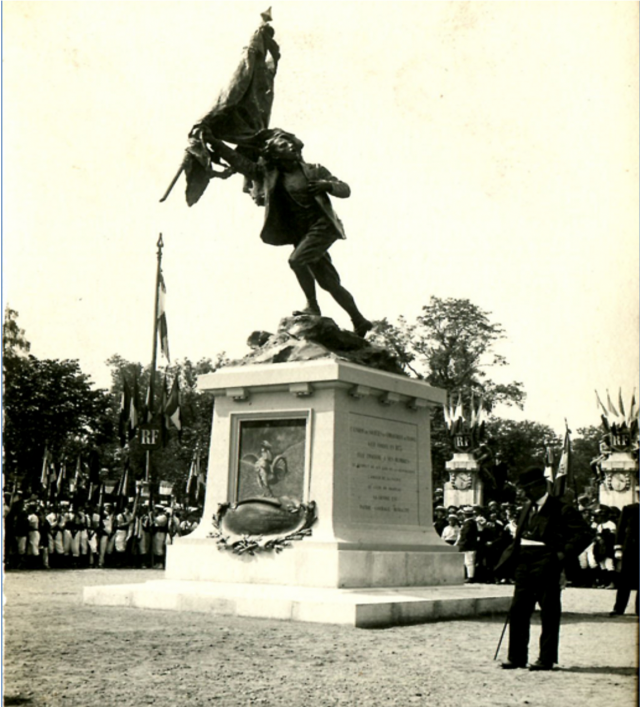
Inauguration du Gymnaste de la victoire, le 8 juin 1919

- no 1 : École des Beaux-Arts de Nancy.
- Square Monseigneur-Petit, à l’angle de rue Jeanne-d'Arc.
- Entrée du parc Sainte-Marie, à l'extrémité ouest de la voie.